# Trajano de Morais
Trajano de Morais är en kommun i Brasilien.   Den ligger i delstaten Rio de Janeiro, i den sydöstra delen av landet, 900 km sydost om huvudstaden Brasília. Antalet invånare är 10 281.
I omgivningarna runt Trajano de Morais växer i huvudsak städsegrön lövskog. Runt Trajano de Morais är det glesbefolkat, med 9 invånare per kvadratkilometer.